# Little Berlin (Kurzfilm)
Little Berlin ist ein Kurzfilm von Kate McMullen, der im Oktober 2020 in ausgewählte Kinos im Vereinigten Königreich kam.

## Handlung
Als Deutschland im Jahr 1946 von den Alliierten aufgeteilt wird, trennt man auch das verschlafene Dorf Mödlareuth in zwei Hälften, die fortan durch den Eisernen Vorhang und eine hohe Mauer getrennt sind. Die Sowjets bestimmten über die östliche Hälfte, die Amerikaner über die westliche Hälfte. Gleichzeitig wird der Stier Peter von seinen 36 Kühen getrennt. Während der einzige Bulle im Dorf nun im Westen steht, grasen seine Kühe plötzlich auf der anderen Seite der Mauer.

## Produktion

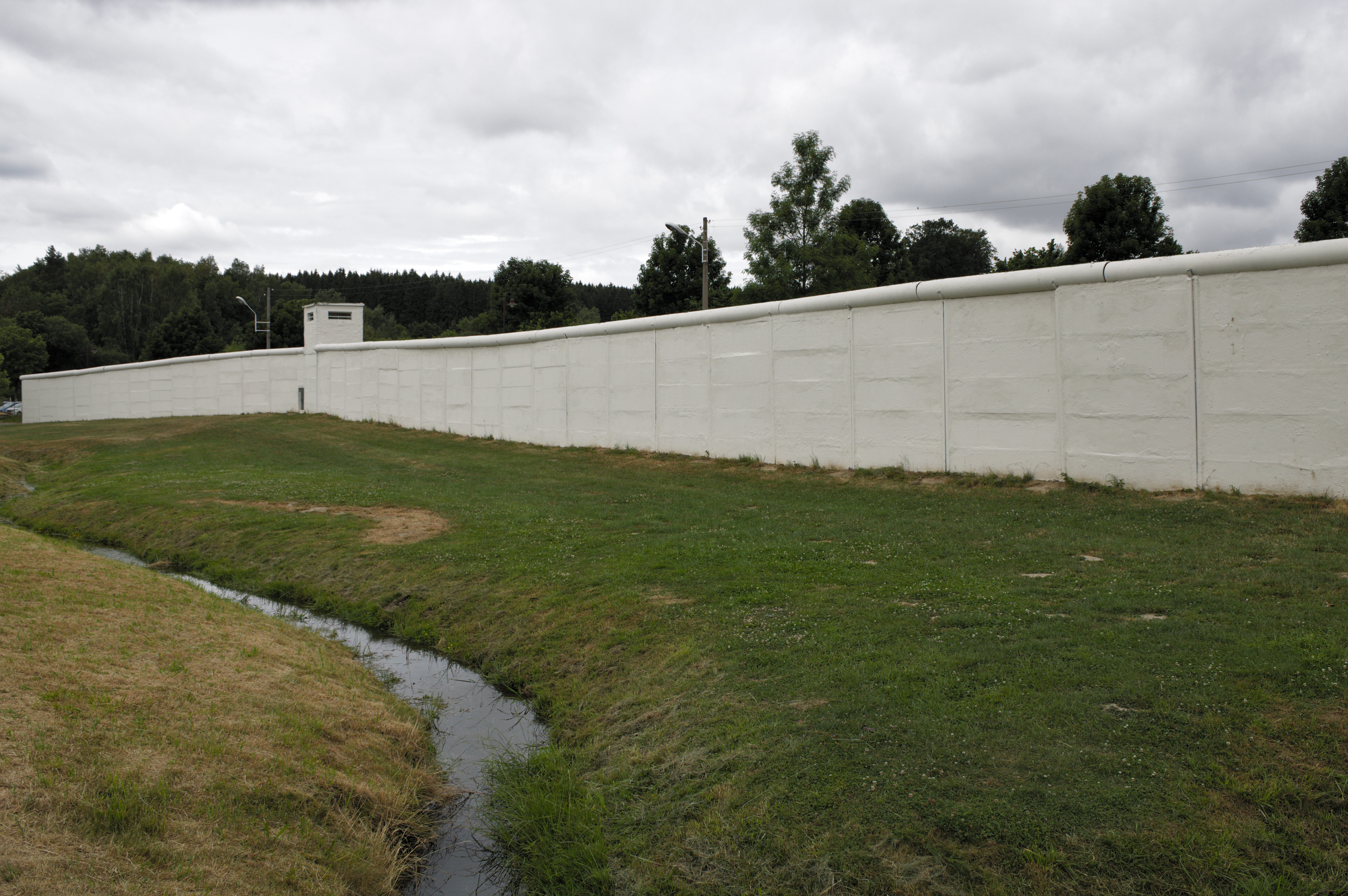
Das Dorf Mödlareuth erhielt während des Kalten Krieges von in der Region stationierten US-amerikanischen Soldaten den Spitznamen „Little Berlin“

Regie führte Kate McMullen, die auch das auf einer wahren Geschichte basierende Drehbuch schrieb.
Der Titel des Films bezieht sich auf den Spítznamen des Dorfes Mödlareuth, das zu einem Teil im Freistaat Bayern und zum anderen Teil im Freistaat Thüringen liegt und durch das 41 Jahre lang die Innerdeutsche Grenze verlief. Von den in der Region stationierten US-amerikanischen Soldaten erhielt Mödlareuth den Spitznamen „Little Berlin“. McMullen war in einem Buch über die Innerdeutsche Grenze auf die absurden Folgen der deutschen Teilung während des Kalten Krieges und insbesondere auf die Geschichte dieses in Mödlareuth lebenden Bullen gestolpert und wählte die Form der Doku-Komödie, um von dem „Rinderdrama“ zu erzählen. Der Film ist auch als eine Liebesgeschichte gedacht und allen Trennungsopfern gewidmet.
Der Stier Peter wird von dem in Wales lebenden Hereford-Bullen Laxfield Wilberforce gespielt. Zwei Wochen lang dreht man in Carmarthenshire im Südwesten von Wales. Die Dreharbeiten wurden in Mödlareuth fortgesetzt, wo sich heute das Freilichtmuseum befindet und noch ein Teil der Mauer steht und zuvor bereits das Fluchtdrama Ballon von Michael Herbig gedreht wurde.
Als Erzähler ist Christoph Waltz zu hören.
Der Film kam am 1. Oktober 2020 in ausgewählte Kinos im Vereinigten Königreich. Ende Januar 2022 wurde er beim Slamdance Film Festival gezeigt und Ende Januar, Anfang Februar 2022 beim Festival du Court-Métrage de Clermont-Ferrand vorgestellt. Am 30. Januar 2022 wurde der Film bei Arte in der Sendung Kurzschluss – Das Kurzfilm-Magazin vorgestellt.

## Auszeichnungen
Brussels Short Film Festival 2022
- Nominierung im International Competition[7]

Festival du Court-Métrage de Clermont-Ferrand 2022
- Nominierung im Wettbewerb
- Auszeichnung als Beste Komödie mit de Prix „Fernand Reynaud“[8]

De retour en mars 2022
- Nominierung für den Publikumspreis im Kurzfilmwettbewerb[9]